# Akio Sugino
Akio Sugino (杉野 昭夫?, Sugino Akio; Sapporo, 19 settembre 1944) è un animatore giapponese, noto per essere uno dei più importanti character designer di anime quali Rocky Joe, Jenny la tennista, Il Tulipano Nero, Occhi di gatto, Caro fratello e molti altri. Il suo stile è caratterizzato dalla potenza delle forme, la perfezione della natura, la longilineità delle figure e l'espressività degli occhi; la bellezza dei suoi personaggi femminili è piuttosto rinomata. L'eleganza del design, a cui si ispirò anche Shingō Araki per realizzare Lady Oscar, ha reso Sugino un apprezzato disegnatore e il più stretto collaboratore del regista Osamu Dezaki.

## Carriera
Iniziò a lavorare come animatore nel 1964 per la Mushi Production in importanti produzioni quali Astro Boy e Kimba, il leone bianco del maestro Osamu Tezuka. Nel 1966 partecipa come animatore nel film cinematografico di Kimba, vincitore del Leone d'oro alla XIX Mostra del Cinema per Ragazzi di Venezia. Di seguito debutterà come direttore delle animazioni.
Nel 1970 ottiene il posto come character designer per la serie animata Rocky Joe diretta da Osamu Dezaki. Nel 1972, a seguito del fallimento della Mushi Production, insieme a Dezaki, Yoshiaki Kawajiri e altri animatori, partecipa alla fondazione della Madhouse. La prima opera della nuova casa di animazione è la serie tv di Jenny la tennista (1973) a cui seguiranno un remake nel 1978, un film per il cinema nel 1979 e due serie OAV nel 1988 e nel 1989. Tutte queste opere furono dirette da Dezaki con Sugino come character designer, ma solo la prima serie e il film furono realizzati ad opera della Madhouse; il remake e gli OAV portano infatti il marchio della Tokyo Movie Shinsha.
Sempre per la TMS realizza nel 1980 il character design per la seconda serie di Rocky Joe, diretto dal medesimo Dezaki. Dal 1990 Sugino ha iniziato a lavorare per la Tezuka Production, un anno dopo realizzò il design per l'anime Caro fratello, diretto da Dezaki e tratto dall'omonimo manga di Riyoko Ikeda, l'autrice di Lady Oscar (il design di questa famosa serie è opera di Shingō Araki e Michi Himeno, ma anche Akio Sugino partecipò alla sua realizzazione e disegnò alcune illustrazioni speciali per eventi commemorativi). Il connubio Dezaki-Sugino è continuato per molti anni: nel 2009 la Tezuka ha prodotto una nuova serie animata a tema storico tratta dal Genji monogatari, il più importante romanzo della cultura giapponese, con Dezaki alla regia e Sugino al character design. È stata l'ultima collaborazione della coppia di artisti, prima della scomparsa di Dezaki avvenuta nel 2011.

## Opere e collaborazioni

### Serie TV
- 1968 - Sabu to Ichi Torimono Hikae (direttore delle animazioni)
- 1970 - Rocky Joe (character designer, direttore delle animazioni)
- 1971 - Kunimatsu-sama No Otoridai (direttore delle animazioni)
- 1973 - Jenny la tennista (character designer, direttore delle animazioni)
- 1975 - Il Tulipano Nero (character designer, direttore delle animazioni)
- 1976 - Le più belle favole del mondo (direttore delle animazioni)
- 1976 - Gaiking, il robot guerriero (sceneggiatore)
- 1977 - Grand Prix e il campionissimo (character designer)
- 1977 - Capitan Jet (character designer, direttore delle animazioni)
- 1977 - Remì (character designer)
- 1978 - Jenny la tennista (remake) (character designer, direttore delle animazioni)
- 1978 - L'isola del tesoro (character designer, direttore delle animazioni)
- 1979 - Le avventure di Marco Polo (direttore delle animazioni)
- 1980 - Le avventure di Tom Sawyer (direttore delle animazioni)
- 1980 - Super Robot 28 (character designer)
- 1980 - Rocky Joe 2 (character designer, direttore delle animazioni)
- 1982 - Space Adventure Cobra (character designer, direttore delle animazioni)
- 1983 - Occhi di gatto (character designer - prima serie)
- 1984 - Mighty Orbots (character designer, direttore delle animazioni)
- 1991 - Caro fratello (character designer, direttore delle animazioni)
- 1997 - Seisho Monogatari (direttore delle animazioni)
- 2004 - Hi no tori (character designer, direttore delle animazioni)
- 2005 - La regina delle nevi (character designer)
- 2008 - Ultraviolet: Code 044 (character designer)
- 2009 - Genji Monogatari Sennenki (character designer, direttore delle animazioni)

### OAV
- 1986 - Nayuta (character designer, direttore delle animazioni)
- 1988 - Legend of the Galactic Heroes (character designer)
- 1988 - Kasei Yakyoku (character designer, direttore delle animazioni)
- 1988 - Jenny la tennista 2 (character designer, direttore delle animazioni)
- 1989 - Jenny la tennista 2 - Final stage (character designer, direttore delle animazioni)
- 1989 - Umi no Yami, Tsuki no Kage (direttore delle animazioni)
- 1990 - Burning Blood (character designer, direttore delle animazioni)
- 1993 - Black Jack - Dieci indagini nel buio (character designer, direttore delle animazioni)
- 1998 - Golgo 13: Queen Bee (character designer, direttore delle animazioni)

### Film cinematografici
- 1966 - Kimba, il leone bianco - Il film (animatore)
- 1979 - Jenny la tennista - Il film (character designer, direttore delle animazioni)
- 1980 - Remì - Il film (direttore delle animazioni)
- 1980 - Rocky Joe - Il film (direttore delle animazioni)
- 1981 - Rocky Joe - Il film 2 (direttore delle animazioni)
- 1981 - Unico (direttore delle animazioni)
- 1982 - Space Adventure Cobra - The Movie (direttore delle animazioni)
- 1983 - Golgo 13: The Professional (character designer, direttore delle animazioni)
- 1984 - Oshin (character designer)
- 1986 - Siamo in undici (character designer)
- 1986 - Black Jack - La sindrome di Moira (character designer, supervisione delle animazioni)
- 1990 - Shuranosuke - Falce di Morte (character designer)
- 1997 - Kimba, il leone bianco - Il film (remake) (character designer)
- 1998 - Golgo 13: Queen Bee (character designer, direttore delle animazioni)
- 2005 - Black Jack futari no kuroi isha (character designer, direttore delle animazioni)